# Бурујан
Бурујан (фр. Bourrouillan) насеље је и општина у јужној Француској у региону Миди Пирене, у департману Жерс која припада префектури Кондом.
По подацима из 2011. године у општини је живело 147 становника, а густина насељености је износила 16,9 становника/km². Општина се простире на површини од 8,7 km². Налази се на средњој надморској висини од 160 метара (максималној 182 m, а минималној 102 m).

## Демографија
| 1962. | 1968. | 1975. | 1982. | 1990. | 1999. | 2011. |
| ----- | ----- | ----- | ----- | ----- | ----- | ----- |
| 141   | 175   | 169   | 174   | 167   | 174   | 147   |

График промене броја становника у току последњих година